# Aphrodite-Maler (Paestum)
Der Aphrodite-Maler war ein paestanisch-rotfiguriger Vasenmaler. Nach Asteas und Python war er nicht nur der bedeutendste Vertreter der Asteas-Python-Werkstatt, sondern auch der Paestanischen Vasenmalerei insgesamt.
Der Aphrodite-Maler markiert gemeinsam mit seinem Kollegen, dem Maler des Bostoner Orestes, die Spätstufe der Asteas-Python-Werkstatt. Nachdem im Grab 13 der Nekropole von Contrada Licinella eine ganze Anzahl an Vasen gefunden wurde, die dem Aphrodite-Maler zugewiesen wurden, musste die Geschichte der unteritalischen, insbesondere der paestanischen Vasenmalerei in Teilen neu geschrieben werden. Sie zeigten, dass der spätere apulische Einfluss auf die paestanische Vasenmalerei schon deutlich eher anzusetzen war als bis dahin angenommen. Ob der Vasenmaler aus Apulien eingewandert war, dort seine Ausbildung erfahren hatte oder aus welchen Gründen sonst, ist heute nicht mehr klar, doch ist eindeutig, dass er zunächst den apulischen Regionalstil der unteritalischen Vasenmalerei erlernt hatte. Möglicherweise gehörte er zu den apulischen Wandertöpfern, von denen sich Mitte des 4. Jahrhunderts v. Chr. wohl mehrere in Paestum niederließen. Nachdem im Grab Gaudo 1972/2 neben einer ganzen Reihe später Vasen des Asteas auch eine Hydria des Aphrodite-Malers gefunden wurde, liegt nahe, dass beide etwa im Zeitraum zwischen 340 und 330 v. Chr. gemeinsam in der Asteas-Python-Werkstatt tätig waren. Hier passt er sich in weiten Teilen sehr schnell dem Stil der Werkstatt an, behält aber einige apulische Details seiner Arbeitsweise dauerhaft bei. Darin unterscheidet er sich von den anderen apulischen Vasenmalern in Paestum, die sich nicht zu schnell dem paestanischen Regionalstil anpassten und weiterhin apulisierend arbeiteten. Auch führt er die Oinochoe mit hohem Hals in Paestum ein.
Die Anpassung zeigt sich dergestalt, dass er beginnt seine Bilder zu rahmen, die in Paestum üblichen Gefäßformen wie die Halsamphora oder die Lebes-Gamikos-Variante mit mehrstufigem Deckel zu bemalen, Köpfe unter die Henkel der Hydrien zu malen und ortsübliche Gewand- und Schmuckmuster zu übernehmen. Zu diesen Schmuckmustern gehören Früchte tragender Efeu an den Mündungen, die Verzierung mit der sogenannten Asteas-Blume sowie Schachbrett- und Punktstrich-Bordüren. Laut Arthur D. Trendall ist die vom Aphrodite-Maler verzierte Namenvase, eine schlanke Halsamphore mit Strickhenkeln, die bedeutendste bislang in Paestum gefundene Vase mit einer besonders reichen Verzierung mit Ornamenten. Auch wenn der Vasenmaler weiterhin vergleichsweise großzügig mit seinen Ornamenten verfuhr und damit auch weiter der apulischen Vasenmalerei nahestand, war diese eine Vase so nicht wiederholt worden. Möglicherweise entsprach sie nicht dem regionalen Geschmack.
Der Stil des Aphrodite-Malers ist unter anderem an seiner Gestaltung der Gesichter zu erkennen. Er zeichnet lange, gerade Nasen, recht dicke Lippen und nutzt drei Striche zur Angabe von Augenbrauen und Oberlidern. Männliche Figuren weisen neben den Knien zwei kleine Linien auf. Die Haare sind lang und spiralförmig-eingedreht gelockt. Er gibt seinen Figuren sehr großzügig Schmuckstücke bei und zeichnet sehr häufig mit Deckweiß Bänder an die Arme oder Unterschenkel. Zudem verziert er die Kleidungsstücke seiner Figuren häufig mit großen weißen Punkten. Auf einem Kelchkrater zeigt er Orest in Delphi, ungewöhnlich bei der Komposition ist die Anwesenheit von Elektra, die hier nicht anwesend sein dürfte. Auch sein Werkstattkollege, der Maler des Bostoner Orestes, zeigt auf drei Vasen Orestes und Elektra am Grab ihres Vaters, was für eine gewisse Beliebtheit dieses Themas zu dieser Zeit in der Werkstatt spricht.
Die Mehrzahl der Werke besitzt das Archäologische Nationalmuseum Paestum.